# Cérou
De Cérou is een 87,4 km lange rivier in de departementen Aveyron en Tarn in Zuid-Frankrijk en mondt uit in de rivier Aveyron ter hoogte van Milhars, op de linkeroever 1,4 km ten noorden van het dorp. De bron is gelegen 1,8 km ten noordwesten van Saint-Jean-Delnous.